# Кіріл Мілов
Кіріл Мілєнов Міров (болг. Кирил Миленов Милов; нар. 27 січня 1997, Дупниця, Кюстендильська область) — болгарський борець греко-римського стилю, срібний призер чемпіонату світу, срібний призер чемпіонату Європи, срібний призер Літніх юнацьких Олімпійських ігор.

## Життєпис
Виступає за спортивний клуб «Левський», Софія. Тренер: Стефан Тошев. Багаторазовий чемпіон Болгарії.

## Спортивні результати на міжнародних змаганнях

### Виступи на Олімпійських іграх
| Змагання                                   | Збірна   | Вагова категорія                 | Місце |
| ------------------------------------------ | -------- | -------------------------------- | ----- |
| Боротьба на літніх Олімпійських іграх 2020 | Болгарія | греко-римська боротьба, до 97 кг | 8     |

### Виступи на Чемпіонатах світу
| Змагання                        | Збірна   | Вагова категорія                 | Місце  |
| ------------------------------- | -------- | -------------------------------- | ------ |
| Чемпіонат світу з боротьби 2018 | Болгарія | греко-римська боротьба, до 97 кг | Срібло |
| Чемпіонат світу з боротьби 2019 | Болгарія | греко-римська боротьба, до 97 кг | 22     |
| Чемпіонат світу з боротьби 2021 | Болгарія | греко-римська боротьба, до 97 кг | 9      |
| Чемпіонат світу з боротьби 2022 | Болгарія | греко-римська боротьба, до 97 кг | Срібло |

### Виступи на Чемпіонатах Європи
| Змагання                         | Збірна   | Вагова категорія                 | Місце  |
| -------------------------------- | -------- | -------------------------------- | ------ |
| Чемпіонат Європи з боротьби 2019 | Болгарія | греко-римська боротьба, до 97 кг | Срібло |
| Чемпіонат Європи з боротьби 2020 | Болгарія | греко-римська боротьба, до 97 кг | 8      |
| Чемпіонат Європи з боротьби 2021 | Болгарія | греко-римська боротьба, до 97 кг | 9      |
| Чемпіонат Європи з боротьби 2022 | Болгарія | греко-римська боротьба, до 97 кг | Золото |
| Чемпіонат Європи з боротьби 2023 | Болгарія | греко-римська боротьба, до 97 кг | Срібло |

### Виступи на Кубках світу
| Змагання                    | Збірна   | Вагова категорія                 | Місце |
| --------------------------- | -------- | -------------------------------- | ----- |
| Кубок світу з боротьби 2020 | Болгарія | греко-римська боротьба, до 97 кг | 5     |

### Виступи на інших змаганнях
| Змагання                                                         | Збірна   | Вагова категорія                 | Місце  |
| ---------------------------------------------------------------- | -------- | -------------------------------- | ------ |
| Кубок Європейських націй з боротьби 2016                         | Болгарія | команда                          | 5      |
| Турнір Дана Колова — Николи Петрова 2018                         | Болгарія | греко-римська боротьба, до 87 кг | Бронза |
| Меморіал Іона Корнеану і Ладислава Сімона 2018                   | Болгарія | греко-римська боротьба, до 97 кг | Золото |
| Гран-прі Загреба з боротьби 2019                                 | Болгарія | греко-римська боротьба, до 97 кг | Срібло |
| Турнір Дана Колова — Николи Петрова 2019                         | Болгарія | греко-римська боротьба, до 97 кг | 7      |
| Меморіал Іона Корнеану і Ладислава Сімона 2019                   | Болгарія | греко-римська боротьба, до 97 кг | Золото |
| Чемпіонат Болгарії з боротьби 2020                               | Болгарія | греко-римська боротьба, до 97 кг | Золото |
| Київський Міжнародний турнір з боротьби 2021                     | Болгарія | греко-римська боротьба, до 97 кг | Бронза |
| Європейський олімпійський кваліфікаційний турнір з боротьби 2021 | Болгарія | греко-римська боротьба, до 97 кг | Срібло |
| Турнір Вехбі Емре і Гаміта Каплана 2021                          | Болгарія | греко-римська боротьба, до 97 кг | 8      |
| Турнір Дана Колова — Николи Петрова 2022                         | Болгарія | греко-римська боротьба, до 97 кг | Золото |
| Відкритий турнір Загреба з боротьби 2023                         | Болгарія | греко-римська боротьба, до 97 кг | Золото |
| Турнір Дана Колова — Николи Петрова 2023                         | Болгарія | греко-римська боротьба, до 97 кг | 5      |

### Виступи на змаганнях молодших вікових груп
| Змагання                                            | Збірна   | Вагова категорія                 | Місце  |
| --------------------------------------------------- | -------- | -------------------------------- | ------ |
| Чемпіонат Європи з боротьби серед кадетів 2014      | Болгарія | греко-римська боротьба, до 85 кг | Золото |
| Літні юнацькі Олімпійські ігри 2014                 | Болгарія | греко-римська боротьба, до 85 кг | Срібло |
| Чемпіонат Європи з боротьби серед юніорів 2016      | Болгарія | греко-римська боротьба, до 84 кг | 7      |
| Чемпіонат світу з боротьби серед юніорів 2016       | Болгарія | греко-римська боротьба, до 84 кг | 5      |
| Балканський чемпіонат з боротьби серед юніорів 2016 | Болгарія | греко-римська боротьба, до 84 кг | Срібло |
| Чемпіонат Європи з боротьби серед юніорів 2017      | Болгарія | греко-римська боротьба, до 96 кг | 7      |
| Чемпіонат світу з боротьби серед юніорів 2017       | Болгарія | греко-римська боротьба, до 96 кг | 13     |
| Чемпіонат Європи з боротьби серед молоді 2017       | Болгарія | греко-римська боротьба, до 98 кг | 9      |
| Чемпіонат світу з боротьби серед молоді 2017        | Болгарія | греко-римська боротьба, до 98 кг | 11     |
| Чемпіонат Європи з боротьби серед молоді 2018       | Болгарія | греко-римська боротьба, до 97 кг | 8      |